# Бичвуд Вилиџ (Кентаки)
Бичвуд Вилиџ (енгл. Beechwood Village) град је у америчкој савезној држави Кентаки.

## Демографија
По попису из 2010. године број становника је 1.324, што је 151 (12,9%) становника више него 2000. године.
| Група             | 2000.         | 2010.         |
| Белци             | 1.139 (97,1%) | 1.215 (91,8%) |
| Афроамериканци    | 5 (0,4%)      | 37 (2,8%)     |
| Азијати           | 7 (0,6%)      | 19 (1,4%)     |
| Хиспаноамериканци | 8 (0,7%)      | 38 (2,9%)     |
| Укупно            | 1.173         | 1.324         |